# All-NBA Development League Defensive Team
All-NBA Development League Defensive Team – umowna drużyna NBA Development League wybierana corocznie poprzez głosowanie, w celu wyróżnienia najlepszych obrońców ligi. W głosowaniu biorą udział trenerzy wszystkich zespołów ligi. Nie mogą oni jednak głosować na zawodników, z własnych drużyn.
Składy najlepszych obrońców są wybierane od rozgrywek 2010/11. Od sezonu 2012/13 zaczęto wybierać trzy zespoły defensorów, wcześniej wybierano bowiem dwa.
Zawodnicy otrzymują pięć punktów w głosowaniu do pierwszego składu, trzy do drugiego i jeden do trzeciego. Pięciu graczy, którzy uzyskali najwyższe noty zostaje zaliczonych do pierwszej drużyny najlepszych graczy ligi, kolejnych pięciu do drugiej itd. W przypadku remisu w punktacji składy są rozszerzane.
Najwięcej razy, trzy, do składów All–Defensive był wybierany Othyus Jeffers, w tym dwukrotnie do pierwszego zespołu obrońców (stan: po sezonie 2013/14).
Od sezonu 2015/16 liga zawęziła oficjalnie wybór najlepszych obrońców tylko do jednego składu.

## All–D–League Teams

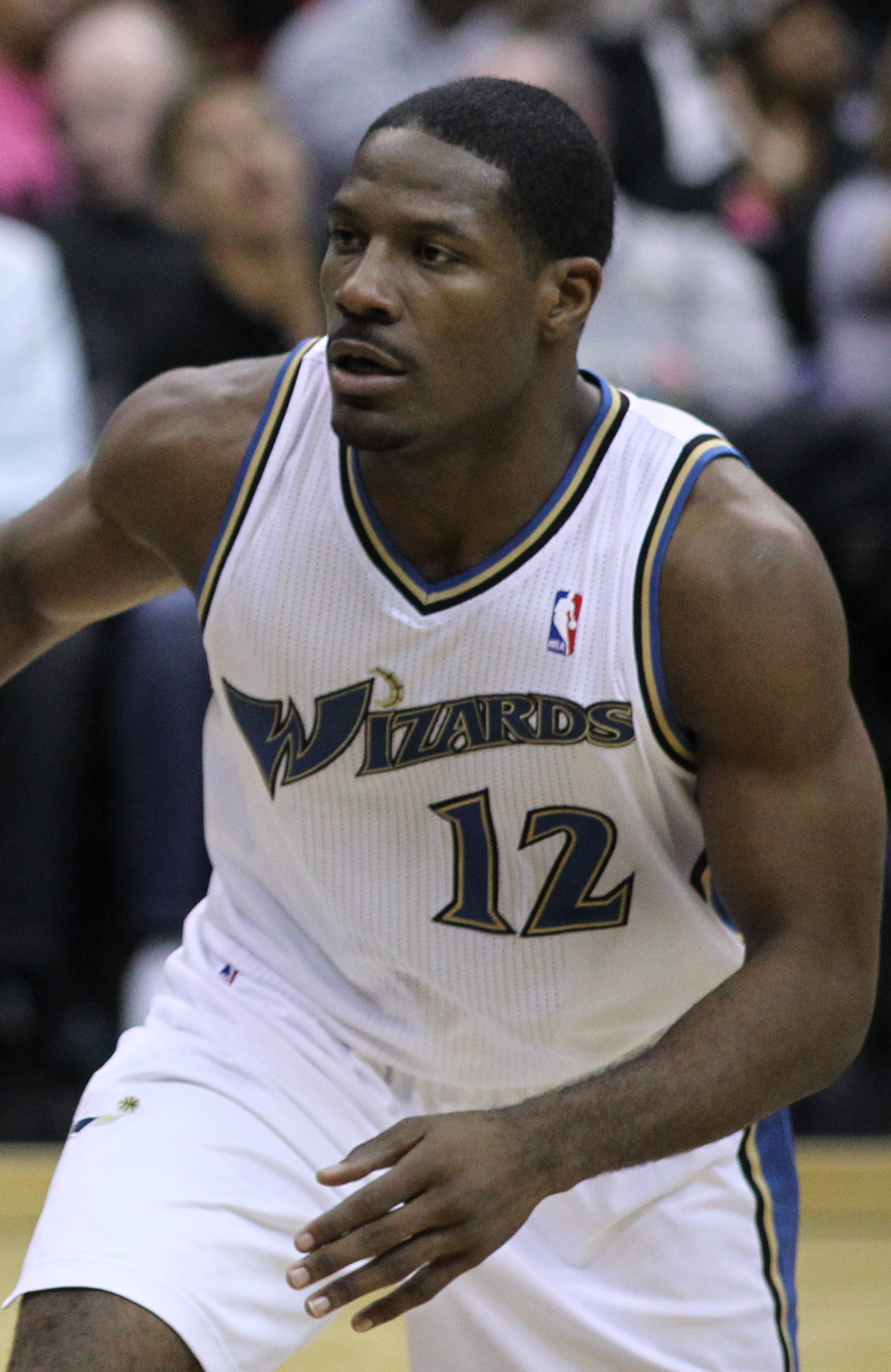
Othyus Jeffers wybierany trzykrotnie do All-D-League Defensive Teams.

| ^            | Oznacza zawodnika, który zdobył w tym samym sezonie tytuł obrońcy roku                          |
| Zawodnik (X) | Cyfra w nawiasie oznacza, który raz zawodnik został wybrany do składu all-league defensive team |
| (tie)        | oznacza wynik ex aequo w głosowaniu                                                             |

| Sezon   | Pierwsza drużyna  | Pierwsza drużyna      | Druga drużyna    | Druga drużyna         |
| Sezon   | Zawodnik          | Zespół                | Zawodnik         | Zespół                |
| ------- | ----------------- | --------------------- | ---------------- | --------------------- |
| 2010–11 | Sean Williams     | Texas Legends         | Mario West       | Maine Red Claws       |
| 2010–11 | Larry Owens       | Tulsa 66ers           | Ivan Johnson     | Erie BayHawks         |
| 2010–11 | Chris Johnson^    | Dakota Wizards        | Cedric Jackson   | Idaho Stampede        |
| 2010–11 | Othyus Jeffers    | Iowa Energy           | Ronald Dupree    | Utah Flash            |
| 2010–11 | Orien Greene      | Utah Flash            | Marcus Cousin    | Austin Toros          |
| 2010–11 | Tony Gaffney      | Utah Flash            | Marcus Cousin    | Austin Toros          |
| 2011–12 | Sean Williams (2) | Texas Legends         | Larry Owens (2)  | Tulsa 66ers           |
| 2011–12 | Malcolm Thomas    | Los Angeles D-Fenders | Mikki Moore      | Idaho Stampede        |
| 2011–12 | Jerry Smith       | Springfield Armor     | Courtney Fortson | Los Angeles D-Fenders |
| 2011–12 | Stefhon Hannah^   | Dakota Wizards        | Marcus Lewis     | Tulsa 66ers           |
| 2011–12 | Marcus Dove       | Dakota Wizards        | Jerome Dyson     | Tulsa 66ers           |

| Sezon   | Pierwsza drużyna     | Pierwsza drużyna         | Druga drużyna            | Druga drużyna            | Trzecia drużyna      | Trzecia drużyna       |
| Sezon   | Zawodnik             | Zespół                   | Zawodnik                 | Zespół                   | Zawodnik             | Zespół                |
| ------- | -------------------- | ------------------------ | ------------------------ | ------------------------ | -------------------- | --------------------- |
| 2012–13 | Jorge Gutiérrez      | Canton Charge            | Mark Tyndale             | Maine Red Claws          | Sadiel Rojas         | Fort Wayne Mad Ants   |
| 2012–13 | Chris Wright         | Maine Red Claws          | Toure' Murry             | Rio Grande Valley Vipers | Chris Roberts        | Austin Toros          |
| 2012–13 | Fab Melo             | Maine Red Claws          | Cory Joseph              | Austin Toros             | Elijah Millsap       | Los Angeles D-Fenders |
| 2012–13 | Damion James         | Bakersfield Jam          | Justin Holiday           | Idaho Stampede           | Othyus Jeffers (2)   | Iowa Energy           |
| 2012–13 | Stefhon Hannah^ (2)  | Santa Cruz Warriors      | Hilton Armstrong         | Santa Cruz Warriors      | Mickell Gladness     | Santa Cruz Warriors   |
| 2013–14 | DeAndre Liggins^     | Sioux Falls Skyforce     | Chris Wright (2)         | Maine Red Claws          | Mickell Gladness (2) | Reno Bighorns         |
| 2013–14 | Othyus Jeffers (3)   | Iowa Energy              | Sadiel Rojas (2)         | Fort Wayne Mad Ants      | Gilbert Brown        | Canton Charge         |
| 2013–14 | Justin Hamilton      | Sioux Falls Skyforce     | Willie Reed              | Reno Bighorns            | Dee Bost             | Idaho Stampede        |
| 2013–14 | Jorge Gutiérrez (2)  | Canton Charge            | Patrick Christopher      | Iowa Energy              | Chris Babb           | Maine Red Claws       |
| 2013–14 | Mo Charlo            | Reno Bighorns            | Hilton Armstrong (2)     | Santa Cruz Warriors      | Tanasis Andetokunmbo | Dakota Wizards        |
| 2014–15 | Khem Birch           | Sioux Falls Skyforce     | Tanasis Andetokunmbo (2) | Westchester Knicks       | Chris Babb (2)       | Maine Red Claws       |
| 2014–15 | Clint Capela         | Rio Grande Valley Vipers | Sim Bhullar              | Reno Bighorns            | Ognjen Kuzmić        | Santa Cruz Warriors   |
| 2014–15 | Aaron Craft^         | Santa Cruz Warriors      | Tim Frazier              | Maine Red Claws          | Dominique Sutton     | Santa Cruz Warriors   |
| 2014–15 | Fuquan Edwin         | Sioux Falls Skyforce     | Eric Griffin             | Texas Legends            | Jonathon Simmons     | Austin Spurs          |
| 2014–15 | Willie Reed (2)      | Grand Rapids Drive       | Joe Jackson              | Bakersfield Jam          | Hasheem Thabeet      | Grand Rapids Drive    |
| 2015–16 | Aaron Craft (2)      | Santa Cruz Warriors      |                          |                          |                      |                       |
| 2015–16 | Keith Appling        | Erie BayHawks            |                          |                          |                      |                       |
| 2015–16 | DeAndre Liggins^ (2) | Sioux Falls Skyforce     |                          |                          |                      |                       |
| 2015–16 | Jordan Bachynski     | Westchester Knicks       |                          |                          |                      |                       |
| 2015–16 | Micheal Eric         | Texas Legends            |                          |                          |                      |                       |
| 2016–17 | Eric Moreland        | Canton Charge            |                          |                          |                      |                       |
| 2016–17 | Keith Benson         | Sioux Falls Skyforce     |                          |                          |                      |                       |
| 2016–17 | Walter Tavares^      | Raptors 905              |                          |                          |                      |                       |
| 2016–17 | David Nwaba          | Los Angeles D-Fenders    |                          |                          |                      |                       |
| 2016–17 | Briante Weber        | Sioux Falls Skyforce     |                          |                          |                      |                       |
| 2017–18 | Kadeem Allen         | Maine Red Claws          |                          |                          |                      |                       |
| 2017–18 | Amida Brimah         | Austin Spurs             |                          |                          |                      |                       |
| 2017–18 | Amile Jefferson      | Iowa Wolves              |                          |                          |                      |                       |
| 2017–18 | Landry Nnoko^        | Grand Rapids Drive       |                          |                          |                      |                       |
| 2017–18 | Briante Weber (2)    | Sioux Falls Skyforce     |                          |                          |                      |                       |
| 2018–19 | Kadeem Allen (2)     | Westchester Knicks       |                          |                          |                      |                       |
| 2018–19 | Amida Brimah (2)     | Austin Spurs             |                          |                          |                      |                       |
| 2018–19 | Gary Payton II       | Rio Grande Valley Vipers |                          |                          |                      |                       |
| 2018–19 | Chris Boucher^       | Raptors 905              |                          |                          |                      |                       |
| 2018–19 | Norvel Pelle         | Delaware Blue Coats      |                          |                          |                      |                       |
| 2019–20 | Tacko Fall           | Maine Red Claws          |                          |                          |                      |                       |
| 2019–20 | Trae-Deon Hollins    | Grand Rapids Drive       |                          |                          |                      |                       |
| 2019–20 | Sir’Dominic Pointer  | Canton Charge            |                          |                          |                      |                       |
| 2019–20 | Christ Koumadje^     | Delaware Blue Coats      |                          |                          |                      |                       |
| 2019–20 | Kenny Wooten         | Westchester Knicks       |                          |                          |                      |                       |
| 2020–21 | Moses Brown          | Oklahoma City Blue       |                          |                          |                      |                       |
| 2020–21 | Mamadi Diakite       | Lakeland Magic           |                          |                          |                      |                       |
| 2020–21 | Tahjere McCall       | Lakeland Magic           |                          |                          |                      |                       |
| 2020–21 | Gary Payton II^      | Raptors 905              |                          |                          |                      |                       |
| 2020–21 | Paul Reed            | Delaware Blue Coats      |                          |                          |                      |                       |